# Paul Davison
Paul Davison (ur. 1 października 1971 w Pickering, hr. North Yorkshire, Anglia) – angielski snookerzysta.

## Kariera zawodowa
Paul Davison w gronie profesjonalistów grywa od 1992 roku.
Do Main Touru dostał się także w 2010 roku, dzięki zajęciu trzeciego miejsca w rankingu PIOS w sezonie 2009/2010.

### Sezon 2010/2011
W kwalifikacjach do turnieju Shanghai Masters 2010 odpadł w pierwszej rundzie przegrywając z Xiao Guodongiem 1-5.

## Statystyka zwycięstw

### Amatorskie
- International Open Series 2007/2008 – Turniej III
- International Open Series 2009/2010 – Turniej III
- International Open Series 2009/2010 – Turniej VII